# Рихтер, Элизе
Элизе Рихтер (нем. Elise Richter; 1865 — 1943) — австрийская ученая-филолог; в 1905 году стала первой женщиной в истории Венского университета, которая получила степень доктора наук.

## Биография
Родилась 2 марта 1865 года в Вене, Австро-Венгрия, в еврейской семье Maximilian Richter (ум. 1891) и его жены Emilie Lackenbacher (ум. 1891); её сестра — Элен, изучала философию в Венском университете и получила учёную степень в 1901 году.
В 20-летнем возрасте Элизе заболел ревматизмом, от которого не избавилась до конца своей жизни. С 1891 года она посещала некоторые лекции в Венском университете в качестве гостевого слушателя. Когда женщинам было разрешено сдавать экзамены, в 1896 году она получила аттестат об образовании в частной Академической гимназии в Вене. Год спустя поступила на философский факультет Венского университета. В 1905 году она стала первой женщиной, получившей степень хабилитированного доктора по романским языкам и стала первой женщиной-доцентом, назначенным экстра-ординарным профессором в 1921 году. С 1920 года Элизе возглавляла Ассоциацию австрийских академических женщин (нем. Verband der Akademikerinnen Österreichs).
После аншлюса и проявлений нацистской антисемитской политики в Австрии, Элизе Рихтер была уволена со своего поста. Вместе с сестрой Элен, которая жила с ней, они были депортированы 9 октября 1942 года в концентрационный лагерь Терезиенштадт, где она умерла 23 июня 1943 года.

## Память
- Программа Элизе Рихтер Австрийского научного Фонда (FWF), который оказывает поддержку женщинам, обучающимся на пути к профессорскому званию, назван её честь.[3]
- С 1999 года Немецкое объединение романистов вручает приз 1500 евро за отличные дипломные работы на тему романистики, который также носит имя Рихтер.
- В 2008 году в венском районе Флоридсдорф одна из улиц была названа её именем.
- Летом 2016 года бюст Элизе Рихтер будет установлен в Венском университете.[4]